# 펜업
펜업 (Pen up)은 다른 사람들과 자신의 그림을 공유하고 소통하는 그림 SNS다. 라이브 드로잉, 컬러링, 챌린지 참여 등 여러 기능도 있다.